# Ghost Stories Live 2014
Ghost Stories Live 2014 és el quart àlbum de directes de la banda anglesa Coldplay, una versió en directe sobre l'àlbum d'estudi Ghost Stories enregistrada durant el 2014 i publicada el 24 de novembre del mateix any.

## Llista de cançons
Totes les cançons foren escrites i compostes per Guy Berryman, Jonny Buckland, Will Champion i Chris Martin, excepte "A Sky Full of Stars", co-escrita amb Tim Bergling. 
| Núm.          | Títol | Durada |
| ------------- | --- | ------ |
| 1.            | «Always in My Head» (directe al Royal Albert Hall de Londres, 1 i 2 de juliol de 2014)                            | 3:57   |
| 2.            | «Magic» (directe al Enmore Theatre de Sydney, 19 de juny de 2014)                                                 | 4:52   |
| 3.            | «Ink» (directe al Le Casino de Paris de París, 28 de maig de 2014)                                                | 4:09   |
| 4.            | «True Love» (directe al Enmore Theatre de Sydney, 19 de juny de 2014)                                             | 4:20   |
| 5.            | «Midnight» (directe al Royal Albert Hall de Londres, 1 i 2 de juliol de 2014)                                     | 4:48   |
| 6.            | «Another's Arms» (directe al Beacon Theatre de Nova York, 5 de maig de 2014)                                      | 3:55   |
| 7.            | «Oceans» (directe al E-Werk de Colònia, 25 d'abril de 2014)                                                       | 4:28   |
| 8.            | «A Sky Full of Stars» (directe al Royal Albert Hall de Londres, 1 i 2 de juliol de 2014)                          | 4:38   |
| 9.            | «O» ("Fly On" – 0:00–3:50 / "O (Reprise)" – 3:51–5:36) (directe al Royce Hall de Los Angeles, 19 de maig de 2014) | 5:36   |
| Durada total: | Durada total: | 40:43  |

## Posicions en llista
| Llista (2014)    | Posició | Certificacions |
| ---------------- | ------- | -------------- |
| Itàlia           | 22      |                |
| Regne Unit       | 2       | 1x Or          |
| US Billboard 200 | 93      |                |

## Personal
Coldplay
- Guy Berryman – baix, teclats, arpa làser
- Jonny Buckland – guitarra elèctrica, teclats, piano
- Will Champion – bateria, reactable, guitarra elèctrica, e-bow, veus addicionals
- Chris Martin – cantant, guitarra acústica, piano, teclats